# 夏斯利韋 (伊久姆區)
49°18′29″N 37°9′54″E / 49.30806°N 37.16500°E
夏斯利韋（烏克蘭語：Щасливе）是位於烏克蘭東部的村莊，由哈爾科夫州伊久姆區的昆葉市鎮負責管轄。該村始建於十八世紀，面積0.65平方公里，海拔高度106米，2001年人口125，人口密度每平方公里193.2人。

## 外部連結
- Щасливе
- Погода в селі Щасливе （页面存档备份，存于）
- Историческая информация о селе Богуславское （页面存档备份，存于） （俄文）